# Giorgio Cornaro (Kardinal)

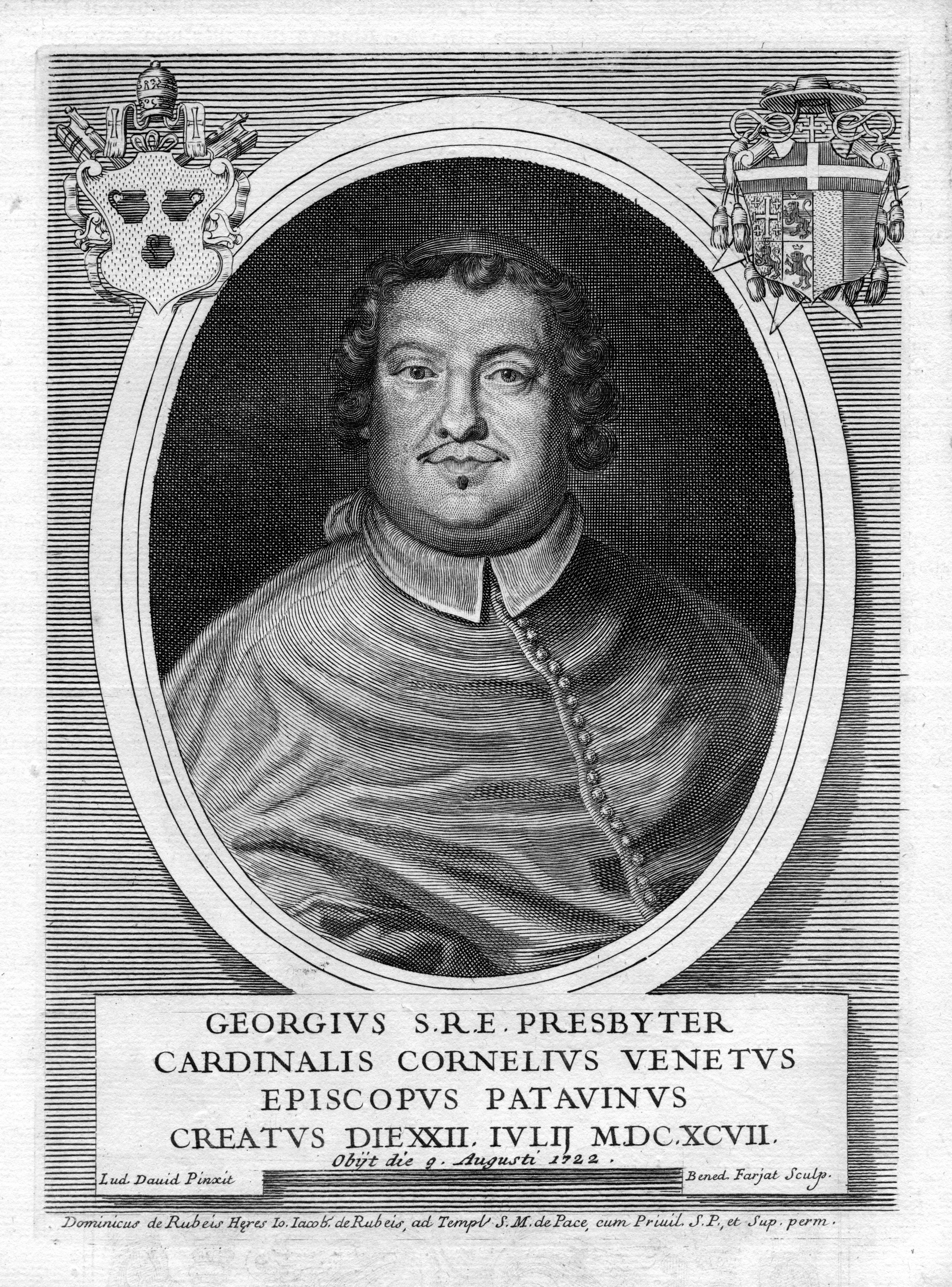
Kardinal Giorgio Corner

Giorgio Cornaro, eigentlich Giorgio Corner (* 1. August 1658 in Venedig; † 10. August 1722 in Padua) war ein italienischer Kardinal und Bischof von Padua.

## Leben
Giorgio Basilio Cornaro, so sein Taufname, stammte aus einer höchst angesehenen Familie der Republik Venedig und war das zweite der sieben Kinder von Federico Cornaro and Cornelia Contarini. Sein Bruder Giovanni war von 1709 bis 1722 Doge von Venedig. Er war ein Großneffe von Kardinal Federico Cornaro iuniore. Sein Großneffe war der spätere Kardinal Antonio Marino Priuli. Weitere Kardinäle aus derselben Familie waren Marco Cornaro, Francesco Cornaro seniore, Andrea Cornaro, Luigi Cornaro, Federico Cornaro seniore, Francesco Cornaro iuniore und Giovanni Cornaro.
Bereits mit vier Jahren wurde Giorgio Cornaro 1662 Ritter des Malteserordens mit dem Titel eines Großpriors von Zypern. Er studierte an der Universität Pavia, die er 1677 mit dem akademischen Grad eines Doctor iuris utriusque abschloss. Die Position eines Botschafters in Frankreich lehnte er ab. Nach einer Reise durch Europa ließ er sich 1690 in Rom nieder. Unter dem Pontifikat des ebenfalls aus Venedig stammenden Papstes Alexander VIII. wurde Cornaro Apostolischer Protonotar. Er empfing die Tonsur durch Kardinal Gregorio Barbarigo, den später heiliggesprochenen Bischof von Padua. Erst Referendar an der Apostolischen Signatur, wurde er Präsident der Apostolischen Kammer und weiter Konsultor der Heiligen Ritenkongregation. Die niederen Weihen erhielt Giorgio Cornaro am 5. April 1692, tags darauf wurde er zum Subdiakon geweiht. Am 7. April desselben Jahres empfing er die Diakonen- und wiederum einen Tag später die Priesterweihe.
Am 5. Mai 1692 wurde Giorgio Cornaro zum Titularerzbischof von Rhodus ernannt. Nachdem er am 7. Mai 1592 zum Päpstlichen Thronassistenten ernannt worden war, spendete ihm am 11. Mai desselben Jahres in der römischen Kirche Santa Maria della Vittoria Kardinal Giovanni Battista Rubini, Bischof von Vicenza, die Bischofsweihe; Mitkonsekratoren waren Erzbischof Lorenzo Trotti, Bischof von Pavia, und Erzbischof Gregorio Giuseppe Gaetani de Aragonia. Giorgio Cornaro wurde Nuntius in Portugal und war der erste Nuntius in diesem Land überhaupt, der zum Kardinal erhoben wurde.
Im Konsistorium vom 22. Juli 1697 kreierte Innozenz XII. ihn zum Kardinal. Das rote Birett übersandte ihm der Papst am 31. Juli desselben Jahres. Am 7. April 1698 erhielt Giorgio Cornaro als Kardinalpriester Santi XII Apostoli als Titelkirche übertragen. Er war Mitglied der Kongregation für die Bischöfe und Regularen, der Ritenkongregation, der Konzilskongregation sowie der Sacra Consulta. Am 26. August 1697 wurde er mit dem persönlichen Titel eines Erzbischofs auf den bischöflichen Stuhl von Padua transferiert. Er nahm am Konklave 1700 teil, das Papst Clemens XI. wählte. Ferner war er Teilnehmer am Konklave 1721, aus dem Innozenz XIII. als Papst hervorging.
Beigesetzt wurde Giorgio Cornaro in der Kathedrale von Padua, in der sechs weitere Bischöfe aus seiner Familie bestattet sind.